# 格拉包
格拉包（德語：Grabau）是德国石勒苏益格－荷尔斯泰因州的一个市镇。总面积4.10平方公里，总人口280人，其中男性132人，女性148人（2011年12月31日），人口密度68人/平方公里。